# Escudo de Renania del Norte-Westfalia
El Escudo de armas de Renania del Norte-Westfalia es el escudo de armas oficial del estado federado alemán de Renania del Norte-Westfalia.

## Generalidades

Las divisiones de RNW, con Renania del Norte en verde, Westfalia y Lippe en rosado.

Después de la II Guerra Mundial, el 23 de agosto de 1946 la zona de administración británica sobre Alemania estableció el nuevo estado de Renania del Norte-Westfalia con la fusión de la Provincia de Westfalia y la parte septentrional de la Provincia del Rin, a lo que fue añadido en enero de 1947 el Estado Libre de Lippe. Ese mismo año Wolfgang Pagenstecher, un famoso heraldista alemán con residencia en Düsseldorf, hizo el blasón original para el estado de nueva creación, que fue adoptado el 5 de febrero de 1948. El 10 de marzo de 1953 este fue confirmado por la Ley sobre los colores del Estado, el escudo de armas del Estado y la bandera del Estado.
La nombrada ley comienza como sigue:

§ 1 Los colores del estado son verde-blanco-rojo.

§ 2 El escudo de armas es partido, el primero de sinople con una barra ondada de plata, y el segundo de gules con un caballo rampante de plata, entado de plata una rosa de gules barbada y botonada de oro.
...
Gobierno del Estado de Renania del Norte-Westfalia - Ley sobre los colores del Estado, escudo de armas del Estado y bandera del Estado de 10 de marzo de 1953

Así las tres partes constituyentes del escudo de armas son:
- Cuartel diestro: sinople (verde) con una barra ondada, que es un reflejo del anterior escudo de armas de la Provincia del Rin. Hasta entonces el escudo era una banda curvada, representado  al río Rin fluyendo a través de Renania, en la actualidad la parte suroccidental del Estado. El cambio de banda a barra es solo por motivos estéticos.
- Cuartel siniestro: gules con un caballo rampante de plata, como opuesto al caballo saltando en las armas de Baja Sajonia, representando Westfalia, la parte nororiental del Estado. Originalmente era un caballo sajón, el emblema del ducado raíz de Sajonia. Es idéntico al precedente escudo de armas de la Provincia de Westfalia.
- Entado: argén una rosa de gules botonada y barbada de oro, mostrando la rosa de Lippe. Este era el escudo de armas del Principado de Lippe, ahora el distrito de Lippe en el este del Estado.

El escudo de armas aparece como una carga en la bandera del Estado de Renania del Norte-Westfalia.